# تصنيف بلوم لأهداف التعلم

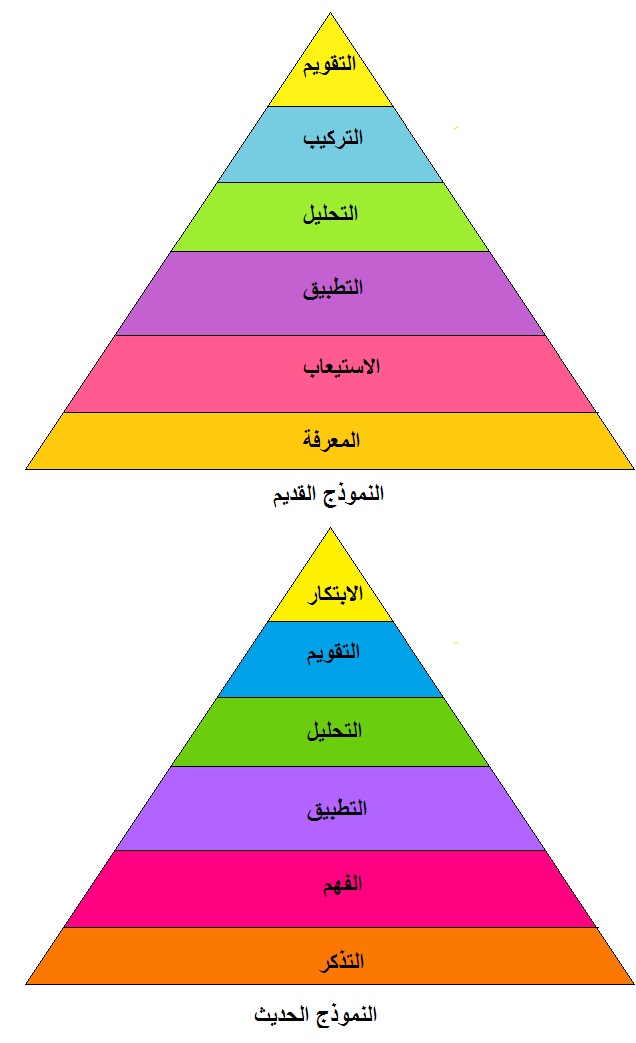

علم تصنيف الأهداف التعليمية (بالإنجليزية: Taxonomy of Educational Objectives) والذي يعرف باسم تصنيف بلوم (بالإنجليزية: Bloom's Taxonomy) هو تصنيف لمستويات الأهداف الدراسية التي يضعها المدرسون لطلابهم. وأول من صنف هذه الأهداف كان عالم علم النفس التربوي في جامعة شيكاغو بنجامين بلوم عام 1956. وبتصنيفه، قسم الأهداف إلى ثلاثة نطاقات: المعرفي (Cognitive)، الوجداني (Affective)، ،الحركي النفسي (Psychomotor).
وهذا التصنيف هو هيكلي أو هرمي، بمعنى أن تعلم معرفة في مستوى أعلى يعتمد على اكتساب معرفة أو مهارة في مستوى أدنى منها. وكان هدف بلوم من طرح هذا التصنيف تشجيع المدرسين على التركيز على النطاقات الثلاثة من أجل خلق نظام تعليمي شمولي.

## النطاق الإدراكي

تصنيفات بلوم في النطاق الإدراكي، (أندرسون وكراثويل 2001)

النطاق الإدراكي يتعلق بالمعرفة والفهم والتفكير والتفكّر بتعمق بموضوع ما. ويقوم النظام التربوي التقليدي بالتركيز على هذه المهارات في العمليات التعليمية، وبخاصة المستويات الدنيا منها.
ويشمل هذا النطاق ستة مستويات وهي بالترتيب من المستوى الأدنى إلى الأعلى:
المعرفة (Knowledge)إظهار المقدرة على تذكر وإعادة سرد معلومات دُرست من قبل. وهذا يشمل استرجاع حقائق، ومفردات ومفاهيم وإجابات بسيطة.
معرفة التفاصيل(Knowledge of specifics)معرفة تفاصيل المعلومات مثل المصطلحات.
معرفة التعامل بالتفاصيل (Knowledge of ways and means of dealing with specifics)إدراك لمفاهيم مثل ماهية المتعارف عليه، الاتجاهات، والتتابعات والتصنيف والتبويب والمعايير والمنهجيات.
معرفة الشموليات والتجريد في مجال محدد (Knowledge of the universals and abstractions in a field)معرفة مفاهيم مثل النظريات والعموميات والمبادئ والتراكيب.
الفهم (Comprehension)أظهار فهم للحقائق والأفكار والقدرة على التنظيم والمقارنة والترجمة والتفسير والتوصيف والسرد والاستخلاص.
التطبيق (Application)استعمال معلومات جديدة، استعمال معرفة جديدة. حل مشاكل ومسائل جديدة بتطبيق المعرفة والحقائق والتقنيات المكتسبة بطرق مختلفة لتُلائم الوضع الجديد.
التحليل (Analysis)تمحيص المعلومات وتفكيكها إلى أجزائها وتحديد الأسباب والدوافع. القيام باستنتاجات ودمغها بحقائق لدعم عمومياتها. وتحديدا تحليل العناصر والعلاقات والمبادئ التنظيمية فيما بينها.
التركيب (Synthesis)تجميع المعلومات بتركيب عناصرها بطرق وتسلسلات مختلفة وطرح حلول بديلة. طرح طرق تواصل فريدة، طرح خطط وعمليات مختلفة، استخلاص علاقات تجريدية.
تقييم(Evaluation)طرح الأفكار والدفاع عنها، والاجتهاد بناء على أدلة داخلية ومعايير خارجية.

## نطاق السلوكيات
تشمل مهارات نطاق السلوكيات طريقة تعامل الأفراد من الناحية العاطفية ومدى قدرتهم على إحساس سعادة وحزن الآخرين. والأهداف التعليمية السلوكية تهدف إلى تنمية وإدراك مهارات في مجالات السلوك، العاطفة والإحساس.
وبحسب بلوم، هناك خمس مستويات متراكمة من الأدنى إلى الأعلى وهي:
الاستقبال (Receiving)أدنى مستوى؛ الطالب ينتبه بدون تجاوب. وبدون هذه المهارة، لا يمكن حصول أي تعلم.
التجاوب (Responding)مشاركة الطالب بتفاعل في عملية تعلمه.
تقييم (Valuing)يربط الطالب قيمة للمعلومة أو الظاهرة أو الشيء تحت الدراسة.
تنظيم (Organizing)يجد الطالب ترابط بين قيم أو معلومات أو أفكار مختلفة ويجعلهم متماثلين في معتقداته. وبالتالي، يستطيع أن يفسر عن هذا الترابط بإتقان.
شخصنة (Characterizing)يعلق الطالب قيمة معينه أو معتقد شخصي الذي يؤثر على تصرفاته وسلوكياته لتصبح جزء من شخصيته.

## النطاق الحركي النفسي
المهارات الحركية النفسية هي مهارات تتعلق بالقدرة علي التحكم البدني على الأدوات والأجهزة مثل اليد أو المطرقة. أهداف الحركي النفسية التعليمية إلى تغيير أو تطوير مهارات أو سلوكيات الطالب في هذا المجال.
لم يصنف بلوم هذا النطاق إلى تصنيفات أكثر تحديدا، إلا أن بعض المربين بعده عمدوا إلى تحديد تفصيلات أعمق.

## اقرأ أيضاً
- تصنيف سولو